# Belier
Die Belier war eine französische Höhenforschungsrakete und stellte den Ausgangspunkt für eine ganze Reihe von Feststoffraketen dar, die aus der Belier, der Centaure, der Dragon, der Dauphin und der Eridan bestand.
Die einstufige Belier wurde zwischen 1961 und 1970 in drei Versionen von Hammaguir, Salto di Quirra, Ile du Levant und Kourou gestartet. Sie wurde auch als Oberstufe von anderen französischen Höhenforschungsraketen verwendet. 
Das Jericho-Triebwerk leistete 20 Kilonewton Startschub und verbrannte 230 Kilogramm Treibstoff in 23 Sekunden. Nach 175 Sekunden wurde eine Steighöhe von 135 Kilometer erreicht.

## Belier I
- Nutzlast: 30 kg
- Gipfelhöhe: 80 km
- Startschub: 20,00 kN
- Startmasse: 313 kg
- Durchmesser: 0,31 m
- Länge: 4,01 m
- Flossenspannweite: 0,78 m

## Belier II
- Nutzlast: 30 kg
- Gipfelhöhe: 130 km
- Startschub: 21,50 kN
- Startmasse: 352 kg
- Durchmesser: 0,31 m
- Länge: 5,90 m
- Flossenspannweite: 0,78 m